# Blackfield (Hampshire)
Blackfield est un village du Hampshire, en Angleterre. Il se trouve dans la paroisse de  Fawley et englobe le petit village de Langley.

## Écoles
L'école locale est la Blackfield Primary (auparavant divisée en Blackfield Infants et Blackfield Junior Schools). L'école secondaire de Blackfield est la New Forest Academy située à Holbury.

## Histoire
Le nom « Blackfields » a été initialement appliqué à une zone de campagne près du village de  Fawley,  il y a toujours un « Blackwell Common » près de Blackfield.

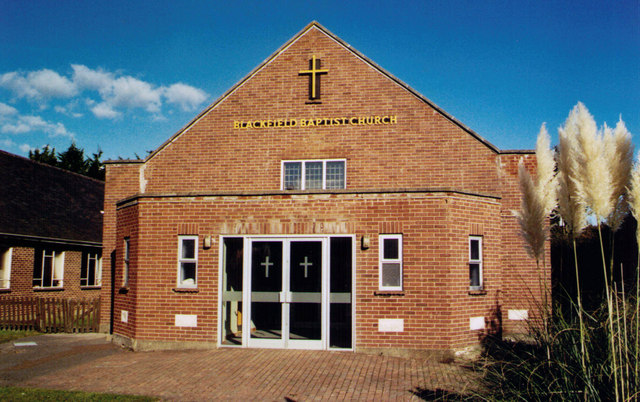
L'église baptiste de Blackfield, de 1831.

Le nom provient probablement de la couleur du sol, dont certaines parties sont marécageuses et noires.
La naissance de Blackfield  a lieu à la fin du XIXe siècle, avec les premières maisons de torchis, et plus tard, avec de petites maisons en briques rouges qui ont été construites dans les landes jadis connues sous le nom de « Hugh's Common ». les premières cpnstructions ont été réalisées près du petit village de  Langley et depuis le XIXe siècle, Blackfield a grandi pour englober Langley.

## Sport et loisirs
Blackfield héberge un club de football non-ligue : Blackfield & Langley F.C. qui joue au « Gang Warily Community & Recreation Centre ».